# Qui a tué Bambi?
Qui a tué Bambi? è un film del 2003 diretto da Gilles Marchand.